# هاوار كندي قشلاقي
هاوار كندي قشلاقي هي قرية في مقاطعة بارس أباد، إيران. عدد سكان هذه القرية هو 65 في سنة 2006.